# A Lego-kaland 2.
A LEGO kaland 2. (eredeti cím: The LEGO Movie 2: The Second Part) 2019-ben bemutatott amerikai–ausztrál–dán vegyes technikájú film, amelyben valós és számítógéppel animált díszletek, élő és számítógéppel animált szereplők közösen szerepelnek. A játékfilm rendezője Mike Mitchell, a producerei Dan Lin, Phil Lord, Christopher Miller, Roy Lee és Jinko Gotoh. A forgatókönyvet Phil Lord, Christopher Miller és Matthew Fogel írta, a zenéjét Mark Mothersbaugh szerezte. A főszerepekben Chris Pratt, Elizabeth Banks, Tiffany Haddish, Will Arnett, Stephanie Beatriz, Charlie Day, Alison Brie, Nick Offerman és Maya Rudolph hallhatók. A mozifilm a Warner Animation Group, a LEGO System A/S, a Rideback, a Lord Miller Productions, a Vertigo Entertainment és az Animal Logic gyártásában készült, a Warner Bros. Pictures forgalmazásában jelent meg. A 2014-es A LEGO kaland című film folytatása. Műfaját tekintve sci-fi film, zenésfilm és filmvígjáték.
Amerikában 2019. február 8-án, Magyarországon egy nappal korábban, 2019. február 7-én mutatták be a mozikban.

## Cselekmény
|  | Alább a cselekmény részletei következnek! |

Nem sokkal azután, hogy Emmet és társai megállították Lord Biznisz ördögi tervét és jó útra térítették őt, a LEGO univerzum metropolisza felett egy tarka űrhajó jelenik meg, mely fedélzetén hódító szándékú DUPLO-k érkeznek. Baráti szándékait jelezve Emmet egy szívet formázó építményt készít és nyújt át az idegeneknek, akik azonban felfalják azt és többet követelnek. A DUPLO megszállók ámokfutásba kezdnek a városban, lassan földig rombolva azt.
Öt évvel a végzetes események után a LEGO nagyváros helyén egy apokaliptikus, sivár sivatag terül el, amelynek lakói új, harcias és zord életvitellel próbálnak alkalmazkodni a helyzethez. Kivéve Emmetet, aki makacsul éli tovább vidám polgári életét, fittyet hányva az őt körülvevő komor világra. Álomházat épít maga és a civilizáció romjain túlélni igyekvő Lucy számára, majd mivel be akar kapcsolódni annak előírásszerű, baljós merengésébe, megosztja vele egy rémálmát, amely egy beszélő delfin bejelentésével kezdődik (miszerint öt óra múlt tizenöt perccel) és azzal zárul, hogy barátait és társait egy sötét, feneketlen mélység nyeli el, miközben Gandalf rémülten adja hírül, hogy beköszöntött az „ArMamaGeddon”.
Hamarosan egy idegen űrhajó érkezésére lesznek figyelmesek, amely láthatóan utánuk kutat. Üldözőbe veszi Emmetet és Lucyt, akik a negatív érzelmei által uralt és elvadult Csodakitti segítségével menekülnek. A LEGO univerzum többi lakója kötelességtudóan megindítja az ellentámadást, majd miután az eredménytelennek bizonyul, szervezett pánikban a Batman által fenntartott óvóhelyre vonulnak.
Batman sikeresen kilövi az űrhajót, Emmet azonban képtelen megállni, hogy ne siessen az óvóhely összezáruló kapuszárnyai közé szorult, szenvelgő csillaglöveg segítségére. Egyetlen pillanatra nyitja ki az ajtót, amely azonban épp elég arra, hogy a földönkívüli Édes Káosz Tábornok bejusson a létesítménybe. Kifejezi szándékát, miszerint a Tesho Rendszer követeként meginvitálja a LEGO világ lakóit a menyegzőre, amelynek keretei közt az idegen uralkodó, Amita Karok királynő egybekel majd Batmannel. Mivel Batman ellenkezik, a Tábornok erőszakkal viszi a hajójára őt, Lucy-t, Benny-t, Csodakittit és Fémszakállt. Emmet a harci gépezetté alakított emeletes kanapéval próbál szembeszállni a Tábornokkal, azonban kudarcot vall. Miután a hajó felszáll, a LEGO lakosság kételyeit fejezi ki vele kapcsolatban, szemére vetve, hogy az elmúlt időszak dacára nem volt hajlandó felnőni és megkomolyodni. Mivel Emmet attól tart, hogy a Királynő és Batman esküvője idézi majd elő az ArMamaGeddont, úgy dönt, elindul, hogy kiszabadítsa barátait, amiben azonban a többiek nem hajlandók követni, rámutatva, hogy az Igazság Ligája szintén megpróbált eljutni a Tesho Rendszerbe, hogy elhárítsák a fenyegetést, és azóta sem hallottak róluk. Emmet azonban az álomház darabjaiból épített űrhajóján és szobanövényével az oldalán hajthatatlanul elindul a veszélyes küldetésre. A féreglyukak vonásaival bíró világűrben – a kerettörténet szereplői, az előző filmben megismert fiú, Finn és kishúga, Bianca szobái közti szakasz – azonban elveszti a járműve felett az irányítást, megtapasztalva a tér és idő meghasadásának kellemetlenségeit. Szorult helyzetéből a kőkemény és szélsőségesen vagány Rex Nemremegx menti ki, aki saját, idomított velociraptorok által üzemeltetett űrhajójára viszi. Rex felajánlja, hogy segít Emmetnek megmenteni a barátait, aki példaképének fogadja őt, abban a reményben, hogy így olyan keménnyé és komollyá válhat, ahogyan azt Lucy szeretné. Rex többek közt megtanítja egy új erőre: a dolgok lerombolására.
Lucy és társai mindeközben megérkeznek a Tesho Rendszerbe, ahol találkoznak az alakját tetszés szerint váltogató Amita Karok Királynővel, aki – annak ellenére, hogy az ennek érdekében előadott dal kissé nyugtalanító – egytől-egyig megnyeri magának a többieket: Fémszakáll egy bolygót kitevő kalózhajót, Csodakitti egy csillogó palotát, Benny pedig egy űrhajóktól hemzsegő égitestet kap tőle.
A Tábornok az érzelmes vámpírtinédzser által üzemeltetett szépségszalonként és pihenőközpontként üzemelő létesítménybe vezeti a társaságot, ahol különböző relaxációs eljárásoknak vetik alá a vonakodó Lucy-t és többek közt felfedezik, hogy annak sötét haja valójában világoskék, amit Lucy alkoholos filccel színezett feketére – habár ezt tagadja. A Tábornok és a helyeik a végső megoldáshoz folyamodnak, miszerint fülbemászó pop zenének teszik ki őt, ám Lucy nem hagyja, hogy a dal eluralkodjon rajta és a szellőzőn keresztül menekül.
Amita Karok vacsorát szervez maga és Batman számára, aki továbbra is vonakodik az esküvőtől. A Királynő újabb dal keretei közt Batman ellen fordítja annak hiúságát: ahelyett, hogy megpróbálná rábírni a nősülésre, úgy tesz, mintha valójában egy másik férfihoz, Supermanhez vonzódna. Batmanen eluralkodik a féltékenység és sietve megkéri a Királynő kezét.
Mindeközben Emmet és Rex szintén leszállnak a Tesho Rendszerben, ahol hamarosan találkoznak a szemlátomást hipnózis alatt álló Igazságligával, valamint a szökevény Lucyvel. Mivel Rex szintén meg van győződve arról, hogy Batman és Amita Karok öt óra tizenöt perckor esedékes esküvője vezet majd az ArMamaGeddonhoz, tervet készítenek: az esküvői ceremónia során Rex eltereli az agymosott násznép figyelmét, Emmet pedig új képességével elpusztítja az óriási esküvői tortát mintázó templomot. Lucy eközben bejut a palotába és leállítja a társaikat hipnózisban tartó pop zenét.
A terv sikeresnek bizonyul, ám Lucy és a Édes Káosz Tábornok összecsapása során fény derül rá, hogy a Tesho Rendszer lakói szintén az ArMamaGeddon megakadályozására törekednek, ezért is szervezték a Batman és a Királynő közti esküvőt. Valójában a két világ közti békéért munkálkodnak, csakhogy képtelenek voltak megtalálni a közös hangot. Lucy felfedezi, hogy társai a fülbemászó pop zene kikapcsolása után sem változtatnak viselkedésükön – amiből arra következtet, hogy nem agymosottak: egyszerűen jól érzik magukat a rideg otthonuk és társadalmuk ellentéteként funkcionáló, kedves és mókás környezetben. Az esküvő kezdetét veszi, amelynek során a Királynő felveszi igazi alakját – amely nem más, mint az Emmet által készített szív, amit a Duplok saját világukba hoztak. Lucy számára világossá válik, hogy a közelgő katasztrófa előidézője nem a Királynő, hanem az annak terveit mindenáron szabotálni vágyó Rex. Megpróbálja meggyőzni Emmet-et a Tesho Rendszer lakóinak jóindulatáról, aki azonban úgy véli, Lucy szintén a pop zene hatása alá került. Elpusztítja a templomot, a rombolás ereje pedig olyan hatalmas, hogy kitaszítja Lucy-t a LEGO univerzumból.
Lucy így bepillantást nyer a világokat mozgató eseményekbe: Finn szétrombolta a Bianca által épített tortatemplomot, amely okán hangos vitatkozásba kezdenek. Ez oda vezet, hogy a gyerekek édesanyja megjelenik a szobában és arra utasítja őket, hogy az állandó veszekedésnek véget vetendő, bontsák le és dobozolják be a LEGO készleteket- beköszönt az ArMamaGeddon (eredeti nyelven Our-Mama-Gets-In, azaz kb. Anyu bejön). A LEGO univerzum látszólag megsemmisül és egy pillanatra úgy tűnik, a film is véget ér.
Emmet társai segítségére akar sietni, Rex azonban megakadályozza ebben: felfedi, hogy ő valójában Emmet jövőbeli énje, az az Emmet, aki felnőtt, megkomolyodott és megkeményedett. Saját idővonalán sosem jutott ki a pincét és a gyerekszobát elválasztó világűrből, hanem a helységben található szárítógép alá sodródott, ahol mindenki megfeledkezett róla. Évek múlva úgy döntött, a saját lábára áll: kijutott a szárító alól, átrajzolta és átépítette a külsejét, megalkotott egy időgépet, amivel visszautazott arra a pontra, amikor megpróbált átkelni a helyiségek között, és elintézte, hogy az ArMamaGeddon bekövetkezzen.
Emmet megpróbálja jobb belátásra bírni, Rex azonban nem hallgat rá. Összecsapásuk végén Emmet alulmarad, és Rexnek köszönhetően szintén a szárító alatt reked, hogy utóbbi biztosíthassa saját idősíkjának megszületését.
A tárolódobozokban hányódva Lucy nem veszti el a hitét és meggyőzi társait, hogy őrizzék meg a reményt: dalt énekel arról, hogy habár nem lehet minden mindig tökéletes, ez nem jelenti azt, hogy nem törekedhetnek rá. A való világban Finn újjáépíti a LEGO szívet, amit öt évvel ezelőtt ő adott kishúgának, ezzel kibékülve vele. A LEGO univerzum új életre kel, lehetőséget adva a két világ lakóinak, hogy felvegyék a harcot Rexszel és megmentsék Emmet-et, ezzel kitörölve előbbi létezését. Lucy és társai győzedelmeskednek és rátalálnak Emmetre, aki tudatja Rexszel, hogy sosem lesz olyan rideg és érzelemmentes, mint amilyen ő. Rex ezzel megszűnik létezni.
Finn és Bianca közös játékba kezdenek, amelynek eredménye az újjászületett és egybeolvadt Tesho-Apokalipsz-Csillag lesz, a két világ lakói pedig harmóniában élnek. A film utolsó csavarjaként Lucy felfedi Emmet előtt, hogy valójában ő a „Minden szupi-szuper” című, az Emmet vidám és érzelmes oldalát megtestesítő dal énekesnője.
|  | Itt a vége a cselekmény részletezésének! |

## Szereplők
| LEGOszereplő                     | Eredeti hang              | Magyar hang            |
| -------------------------------- | ------------------------- | ---------------------- |
| Emmet Kockowski                  | Chris Pratt               | Molnár Áron            |
| Rex Nemremex                     | Chris Pratt               | Molnár Áron            |
| Vadóc / Lucy                     | Elizabeth Banks           | Pikali Gerda           |
| Batman / Bruce Wayne             | Will Arnett               | Fekete Ernő            |
| Amita Karok királynő             | Tiffany Haddish           | Nádasi Veronika        |
| Káosz tábornok                   | Stephanie Beatriz         | Mórocz Adrienn         |
| Benny (’80-as évekbeli űrhajós)  | Charlie Day               | Kovács Lehel           |
| Csoda Kitty / Ultra Katty        | Alison Brie               | Haffner Anikó          |
| Fémszakáll                       | Nick Offerman             | Borbiczki Ferenc       |
| Lord Biznisz / Biznisz elnök     | Will Ferrell              | Kerekes József         |
| Fagyitölcsér                     | Richard Ayoade            | Vida Péter             |
| Superman                         | Channing Tatum            | Fluor Tomi             |
| Zöld Lámpás                      | Jonah Hill                | Csőre Gábor            |
| Csodanő                          | Cobie Smulders            | Dobó Kata              |
| Aquaman                          | Jason Momoa               | Varga Rókus            |
| Harley Quinn                     | Margot Rubin              | Jordán Adél            |
| Lex Luthor                       | Ike Barinholtz            | Pál Tamás              |
| Alfred Pennyworth                | Ralph Fiennes             | Mertz Tibor            |
| Abraham Lincoln                  | Will Forte                | Csuha Lajos            |
| Bruce Willis                     | Bruce Willis              | Dörner György          |
| Banán                            | Ben Schwartz              | Rada Bálint            |
| Lelkes zebra                     | Jimmy O. Yang             | N/A                    |
| Baltazár                         | Noel Fielding             | Bercsényi Péter        |
| Larry Poppins                    | Jorma Taccone             | Láng Balázs            |
| Delfin                           | Ryan Halprin              | Láng Balázs            |
| Gary Payton                      | Gary Payton               | Horváth-Töreki Gergely |
| Sheryl Swoopes                   | Sheryl Swoopes            | Hay Anna               |
| Szörfös Dave / Láncfűrészes Dave | Doug Nicholas             | Ertl Zsombor           |
| Rikkancs                         | Christopher Miller        | Ertl Zsombor           |
| Tábla Csoki                      | Christopher Miller        | Turi Bálint            |
| Kleopátra                        | Emily Nordwin             | N/A                    |
| Gandalf                          | Todd Hansen               | Szacsvay László        |
| Sherry                           | Mike Mitchell             | Seder Gábor            |
| Susan                            | Margot Rubin              | Gyöngy Zsuzsa          |
| Larry, a barista                 | Chris McKay               | Papucsek Vilmos        |
| Vilma Dinkley                    | Trisha Gum                | Kokas Piroska          |
| Élőszereplő                      | Színész                   | Magyar hang            |
| Fenti Ember                      | Will Ferrell              | Kerekes József         |
| Finn                             | Jadon Sand (tinédzser)    | Pál Dániel Máté        |
| Finn                             | Graham Miller (kisgyerek) | Mayer Marcell          |
| Bianca                           | Brooklynn Prince          | Csikos Léda            |
| Anya                             | Maya Rudolph              | Söptei Andrea          |

Magyar változat
A szinkront a Mafilm Audio Kft. készítette. 
- Kórus: Bolba Éva, Boros Tibor, Csuha Bori, Füredi Nikolett, Hermann Lilla, Janza Kata, Magyar Bálint, Mayer Szonja, Nádorfi Krisztina, Szentirmai Zsolt, Sánta László
- Magyar szöveg és dalszöveg: Tóth Tamás
- Hangmérnök: Jacsó Bence
- Rendezőasszisztens és vágó: Kajdácsi Brigitta
- Gyártásvezető: Gelencsér Adrienne
- Zenei rendező: Bolba Tamás
- Szinkronrendező: Tabák Kata
- Felolvasó: Bozai József